# Annúminas
Annúminas je fiktivní město ve Středozemi vyskytující se v díle J. R. R. Tolkiena, prastaré sídlo králů Arnoru.
Annúminas znamená "Věž Západu" ze sindarského "annun", znamenající západ a "minas", věž.
Annúminas bylo hlavní město Severního království, Arnoru. Nacházel se v severním Eriadoru, severně od Kraje na jihovýchodním břehu Soumračných jezer, obklopenými Soumračnými vrchy. Řeka Brandyvína vytékala ze Soumračných jezer trochu severněji od města. Město mělo pověst jednoho z nejkrásnějších v celé Středozemi.
Annúminas byl založen Elendilem, velekrálem Arnoru a Gondoru, který sám vládl v Arnoru, zatímco jeho synové Isildur a Anárion spolu vládli v Gondoru na jihu. Hlavním znakem královské moci v Arnoru bylo Annúminaské žezlo. Ve městě byl také uložen jeden ze sedmi palantírů, nazývaný "Kámen z Annúminasu", který byl používán jen králem.
Po Elendilově smrti ve Válce posledního spojenectví roce 3441 D. v., přešla vláda Arnoru do rukou jeho syna Isildura. Valandil, nejmladší syn krále Isildura, se stal roku 10 T. v. králem a vrátil se do Annúminasu z Roklinky, kde byl vychováván jako dítě.
V roce 861 T. v. se Arnor rozdělil na tři království: Arthedain, Rhudaur a Cardolan. Amlaith, první král Arthedainu, přenesl sídlo královského dvora do "Královské Severky", Fornostu, a Annúminas se postupně změnil v ruiny, v nichž ležel skoro 2000 let.
Když se Aragorn, král Elessar, stal králem Obnoveného království Gondoru a Arnoru, tak v roce 3019 T. v., dal znovu vybudoval Annúminas, který se stal jeho hlavním městem na severu. Když roce 15 Č. v. Aragorn se svou manželkou Arwen cestovali do Arnoru, dlouhý čas přebývali v Annúminasu. Vladyka Peregrin Bral a starosta Mistr Samvěd mnohokrát navštívili v Annúminasu krále i královnu, když pobývali v Severním království.